# Diopatra longissima
Diopatra longissima är en ringmaskart som beskrevs av Grube 1850. Diopatra longissima ingår i släktet Diopatra och familjen Onuphidae. Inga underarter finns listade i Catalogue of Life.